# Witold Zegalski
Witold Zegalski (Poznań, 1928. október 27. – Poznań, 1974. július 31.) lengyel tudományos-fantasztikus író, közgazdász

## Pályafutása
A Közgazdaságtudományi Egyetem elvégzése után 1954 és 1974 közt tervezőként dolgozott. Társalapítója volt a Swantewit független irodalmi csoportnak, amelynek tagja volt még többek közt Jadwiga Badowska, Leon Julian Rynowiecki, Janusz Sauer és Łucja Danielewska. 
1954-ben folyóiratokban kezdett publikálni, első önálló kötetét 1960-ban jelentette meg. Novelláit olyan lapokban publikálta, mint például a Widnokręgi, a Świat Młodych és a Młody Technik, melyben Andrzej Czechowskival, Konrad Fiałkowskival, Stefan Weinfelddel és Janusz A. Zajdellel együtt alakították ki az 1960-as évek lengyel tudományos-fantasztikus irodalmának stílusát. Fantasztikus novelláit a Wyspa Petersena (1968, második, bővített kiadás: 1976) című kötetben jelentette meg. További elbeszélései jelentek meg a Posłanie z piątej planety (1964), Wehikuł wyobraźni (1978) és a Drugi próg życia (1980) című gyűjteményekben. Powrót gigantów című elbeszélése a Młody Technik című lap által 1963-ban rendezett nemzetközi novellaverseny első díját nyerte el. 
Egyetlen tudományos-fantasztikus regénye, a Krater czarnego snu (1960) mellett megjelent egy ifjúsági regénye, az Alert stu przygód (1971), valamint egy társadalmi-erkölcsi témákkal foglalkozó, nem fantasztikus regény, a Zwykłe lato (1971). Írt egy gyerekeknek szóló drámát is Nos księżyca, czyli figle Mistrza Twardowskiego címen, amelyet 1967-ben a poznańi Kultúrpalota színre állított. Számos szatirikus munkát is alkotott. Műveit lefordították orosz, német és magyar nyelvre. A poznańi Junikowo temetőben nyugszik.
Magyarul egyetlen novellája jelent meg a Galaktika 41. számában 1981-ben Kalandok a Szaturnusz-gyűrűkben címmel.

## Munkái
- Krater czarnego snu (Wydawnictwo Poznańskie, 1960)
- Wyspa Petersena (Nasza Księgarnia, 1968)
- Zwykłe lato (Zakład Narodowy im. Ossolińskich, 1971)
- Alert stu przygód (Nasza Księgarnia, 1971)
- Wyspa Petersena (Wydawnictwo Poznańskie, 1986)

## Fordítás
- Ez a szócikk részben vagy egészben  a   Witold Zegalski című lengyel Wikipédia-szócikk ezen változatának fordításán alapul.  Az eredeti cikk szerkesztőit annak laptörténete sorolja fel. Ez a jelzés csupán a megfogalmazás eredetét és a szerzői jogokat jelzi, nem szolgál a cikkben szereplő információk forrásmegjelöléseként.